# Changes (album của Justin Bieber)
Changes là album phòng thu thứ năm của ca sĩ người Canada Justin Bieber. Nó được phát hành vào ngày 14 tháng 2 năm 2020 bởi Def Jam Recordings và RBMG. Album này là album tiếp theo sau Purpose (2015). Album có sự góp mặt của các khách mời Quavo, Post Malone, Clever, Lil Dicky, Travis Scott, Kehlani, và Summer Walker, với các nhà sản xuất Adam Messinger, The Audibles, Boi-1da, Harv, Nasri, Poo Bear, Sasha Sirota, Tainy, và Vinylz, cũng như người chơi NBA JaVale McGee sử dụng nghệ danh Pierre. Nó chủ yếu là một album R&B, pop và electro-R&B với các yếu tố trap.
Changes được quảng bá bởi hai đĩa đơn: "Yummy" đã được phát hành dưới dạng đĩa đơn vào ngày 3 tháng 1 năm 2020 đạt vị trí thứ hai trên Billboard Hot 100 và "Intentions" được phát hành dưới dạng đĩa đơn thứ hai vào ngày 7 tháng 2 năm 2020. Vào ngày 28 tháng 1 năm 2020, "Get Me" có ca sĩ người Mỹ Kehlani góp giọng được phát hành dưới dạng đĩa đơn quảng bá. "Forever" hợp tác với các rapper người Mỹ Post Malone và Clever được phát hành dưới dạng đĩa đơn thứ ba cùng với album.
Để quảng bá thêm cho album, bộ phim tài liệu dài 10 tập của Bieber, Justin Bieber: Seasons được công chiếu vào ngày 27 tháng 1 năm 2020. Bộ truyện được mô tả như một cái nhìn sâu sắc về quá trình sáng tạo âm nhạc của anh. Vào ngày 8 tháng 2 năm 2020, Bieber đã biểu diễn trong Saturday Night Live lần đầu tiên sau bảy năm. Changes cũng sẽ được quảng bá bởi Changes Tour.
Album ra mắt ở vị trí số một trên bảng xếp hạng Billboard 200, khiến nó trở thành album số một tại Hoa Kỳ thứ bảy của Bieber. Tuy nhiên, doanh số tuần đầu tiên của nó là 231.000 đơn vị ít hơn đáng kể so với doanh số Purpose tuần đầu tiên ở Mỹ với 649.000 đơn vị tương đương album. Khi phát hành, Change đã gặp phải những ý kiến trái chiều từ các nhà phê bình, nhiều người chỉ trích sự trữ tình, thiếu biến thể và trưởng thành về cảm xúc, trong khi một số lại có lợi cho phần trình diễn giọng hát của Bieber và sản xuất album.

## Bối cảnh
Ở lễ hội Coachella Valley Music and Arts Festival năm 2019, Bieber cùng lên sân khấu với ca sĩ người Mỹ Ariana Grande để trình diễn bài hát "Sorry" của mình; sau đó anh tuyên bố sắp sửa phát hành một album.
Vào ngày 27 tháng 10 năm 2019, Bieber thông báo rằng anh sẽ chỉ ra album phòng thu tiếp theo trước Giáng Sinh nến bài đăng Instagram đạt được 20 triệu lượt thích, tuy nhiên không đạt được như vậy. Sau đó bài đăng đã được xóa và do đó việc phát hành album bị hoãn lại.

## Đón nhận
| Đánh giá chuyên môn | Đánh giá chuyên môn |
| Điểm trung bình     | Điểm trung bình     |
| Nguồn               | Đánh giá            |
| ------------------- | ------------------- |
| AnyDecentMusic?     | 5.5/10              |
| Metacritic          | 57/100              |
| Nguồn đánh giá      |                     |
| Nguồn               | Đánh giá            |
| AllMusic            | [ 5 ]               |
| Clash               | 5/10                |
| Evening Standard    | [ 14 ]              |
| The Guardian        | [ 4 ]               |
| The Independent     | [ 15 ]              |
| NME                 | [ 16 ]              |
| Pitchfork           | 4.5/10              |
| Rolling Stone       | [ 18 ]              |
| Sputnikmusic        | 3/5                 |
| The Times           | [ 20 ]              |

Mặc dù trình diễn giọng hát của Bieber trong album được khen ngợi thì đã có nhiều chỉ trích về việc có giai điệu nội dung lời bài hát lặp đi lặp lại. Trên Metacritic, album nhận được mức điểm trung bình 57, dựa trên mười sáu nhận xét.

## Danh sách bài hát
Danh sách này được dựa trên Tidal, Google Play, và Apple Music.
| Phiên bản tiêu chuẩn | Phiên bản tiêu chuẩn                         | Phiên bản tiêu chuẩn | Phiên bản tiêu chuẩn                                     | Phiên bản tiêu chuẩn |
| STT                  | Nhan đề                                      | Sáng tác | Nhà sản xuất                                             | Thời lượng           |
| -------------------- | -------------------------------------------- | --- | -------------------------------------------------------- | -------------------- |
| 1.                   | "All Around Me"                              | Justin Bieber Jason Boyd Sasha Sirota                                                                                              | Poo Bear Sirota Josh Gudwin [a]                          | 2:16                 |
| 2.                   | "Habitual"                                   | Bieber J. Boyd Marco Masís Joshua Gudwin                                                                                           | Poo Bear Gudwin Tainy                                    | 2:48                 |
| 3.                   | "Come Around Me"                             | Bieber J. Boyd Dominic Jordan Jimmy Giannos                                                                                        | Poo Bear The Audibles Gudwin [a]                         | 3:20                 |
| 4.                   | "Intentions" (featuring Quavo)               | Bieber Quavious Marshall J. Boyd Jordan Giannos                                                                                    | Poo Bear The Audibles Gudwin [a]                         | 3:32                 |
| 5.                   | "Yummy"                                      | Bieber Ashley Boyd J. Boyd Daniel Hackett Sirota                                                                                   | Poo Bear Kid Culture Sirota Gudwin [a]                   | 3:28                 |
| 6.                   | "Available"                                  | Bieber J. Boyd Bernard Harvey JaVale McGee A. Boyd Derrick Milano                                                                  | HARV Pierre Poo Bear Gudwin [a]                          | 3:15                 |
| 7.                   | "Forever" (featuring Post Malone and Clever) | Bieber Austin Post Joshua Huie J. Boyd Louis Bell Harvey Ali Darwish Billy Walsh                                                   | HARV Poo Bear Bell [a] Gudwin [a]                        | 3:39                 |
| 8.                   | "Running Over" (featuring Lil Dicky)         | Bieber David Burd J. Boyd Jordan Giannos Joshua Mbewe                                                                              | Poo Bear The Audibles Laxcity Gudwin [a]                 | 2:59                 |
| 9.                   | "Take It Out on Me"                          | Bieber J. Boyd Hackett Majid Al Maskati Maneesh Bidaye Benjamin Bush Daniel Daley Stephen Garrett Anthony Jefferies Timothy Mosley | Poo Bear Kid Culture Gudwin [a]                          | 2:58                 |
| 10.                  | "Second Emotion" (featuring Travis Scott)    | Bieber Jacques Webster II Mike Dean J. Boyd Jordan Giannos                                                                         | Poo Bear The Audibles Dean Gudwin [a]                    | 3:22                 |
| 11.                  | "Get Me" (featuring Kehlani)                 | Bieber Kehlani Parrish Anderson Hernandez J. Boyd Jun Ha Kim Matthew Samuels                                                       | Vinylz CVRE Poo Bear Boi-1da Gudwin [a] Jahaan Sweet [b] | 3:05                 |
| 12.                  | "E.T.A."                                     | Bieber J. Boyd Philip Beaudreau Tom Strahle Gudwin                                                                                 | Poo Bear Gudwin Beaudreau Strahle                        | 2:56                 |
| 13.                  | "Changes"                                    | Bieber J. Boyd Nasri Atweh Adam Messinger                                                                                          | Poo Bear The Messengers Gudwin [a]                       | 2:15                 |
| 14.                  | "Confirmation"                               | Bieber J. Boyd Moses Samuels Olaniyi Akinkunmi                                                                                     | Poo Bear Sons of Sonix Gudwin [a]                        | 2:50                 |
| 15.                  | "That's What Love Is"                        | Bieber J. Boyd Sirota Courtney Sills                                                                                               | Poo Bear Sirota Gudwin [a]                               | 2:45                 |
| 16.                  | "At Least for Now"                           | Bieber J. Boyd Joshua Williams Harvey                                                                                              | Poo Bear HARV Williams Gudwin [a]                        | 2:29                 |
| Tổng thời lượng:     | Tổng thời lượng:                             | Tổng thời lượng: | Tổng thời lượng:                                         | 47:56                |

| Digital, streaming and Japan bonus track | Digital, streaming and Japan bonus track           | Digital, streaming and Japan bonus track     | Digital, streaming and Japan bonus track | Digital, streaming and Japan bonus track |
| STT                                      | Nhan đề                                            | Sáng tác                                     | Nhà sản xuất                             | Thời lượng                               |
| ---------------------------------------- | -------------------------------------------------- | -------------------------------------------- | ---------------------------------------- | ---------------------------------------- |
| 17.                                      | "Yummy (Summer Walker Remix)" (with Summer Walker) | Bieber Walker J. Boyd Hackett A. Boyd Sirota | Poo Bear Kid Culture Sirota Gudwin [a]   | 3:29                                     |
| Tổng thời lượng:                         | Tổng thời lượng:                                   | Tổng thời lượng:                             | Tổng thời lượng:                         | 51:25                                    |

| Japan deluxe edition bonus DVD | Japan deluxe edition bonus DVD | Japan deluxe edition bonus DVD         | Japan deluxe edition bonus DVD |
| STT                            | Nhan đề                        | Director(s)                            | Thời lượng                     |
| ------------------------------ | ------------------------------ | -------------------------------------- | ------------------------------ |
| 1.                             | "Yummy" (music video)          | Bardia Zeinali                         | 3:50                           |
| 2.                             | "Yummy" (lyric video)          | Arben Vllasaliu Nathan Flanagan-Frankl | 3:23                           |
| Tổng thời lượng:               | Tổng thời lượng:               | Tổng thời lượng:                       | 7:13                           |

Ghi chú
- ^[a]  nghĩa là một nhà sản xuất giọng hát
- ^[b]  nghĩa là một nhà sản xuất phụ

Sample credits
- "Take It Out on Me" chứa mẫu từ "Too Deep", được viết bởi Majid Al Maskati, Maneesh Bidaye, Benjamin Bush, Daniel Daley, Stephen Garrett, Anthony Jefferies, và Timothy Mosley, được trình bày bởi dvsn.
- "Come Around Me" chứa mẫu từ "Mejor Así", được viết bởi Vladimir Dotel & Bryan Dotel, được trình bày bởi Ilegales a Grammy-nominated Dominican merenhouse trio

## Xếp hạng
| Bảng xếp hạng (2020)                     | Vị trí cao nhất |
| ---------------------------------------- | --------------- |
| Album Úc (ARIA)                          | 2               |
| Album Áo (Ö3 Austria)                    | 2               |
| Album Bỉ (Ultratop Vlaanderen)           | 3               |
| Album Bỉ (Ultratop Wallonie)             | 5               |
| Album Canada (Billboard)                 | 1               |
| Album Cộng hòa Séc (ČNS IFPI)            | 1               |
| Album Đan Mạch (Hitlisten)               | 3               |
| Album Hà Lan (Album Top 100)             | 1               |
| Estonian Albums (Eesti Tipp-40)          | 1               |
| Album Phần Lan (Suomen virallinen lista) | 5               |
| Album Pháp (SNEP)                        | 9               |
| Album Đức (Offizielle Top 100)           | 4               |
| Album Hungaria (MAHASZ)                  | 24              |
| Album Ireland (OCC)                      | 2               |
| Album Ý (FIMI)                           | 7               |
| Japan Hot Albums (Billboard Japan)       | 10              |
| Album Nhật Bản (Oricon)                  | 16              |
| Mexican Albums (AMPROFON)                | 2               |
| Album New Zealand (RMNZ)                 | 2               |
| Album Na Uy (VG-lista)                   | 2               |
| Album Ba Lan (ZPAV)                      | 7               |
| Album Bồ Đào Nha (AFP)                   | 2               |
| Album Scotland (OCC)                     | 5               |
| South Korean Albums (Gaon)               | 81              |
| Album Tây Ban Nha (PROMUSICAE)           | 2               |
| Album Thụy Điển (Sverigetopplistan)      | 1               |
| Album Thụy Sĩ (Schweizer Hitparade)      | 1               |
| Album Anh Quốc (OCC)                     | 1               |
| Album Hoa Kỳ Billboard 200               | 1               |
| Album Hoa Kỳ Top R&B/Hip-Hop (Billboard) | 1               |

| Chart (2020)                          | Position |
| ------------------------------------- | -------- |
| Belgian Albums (Ultratop Flanders)    | 41       |
| Belgian Albums (Ultratop Wallonia)    | 126      |
| Canadian Albums (Billboard)           | 11       |
| Dutch Albums (Album Top 100)          | 24       |
| New Zealand Albums (RMNZ)             | 30       |
| Swiss Albums (Schweizer Hitparade)    | 93       |
| UK Albums (OCC)                       | 87       |
| US Billboard 200                      | 26       |
| US Top R&B/Hip-Hop Albums (Billboard) | 21       |

## Chứng nhận
| Quốc gia                                                                                             | Chứng nhận | Số đơn vị/doanh số chứng nhận |
| --- | ---------- | ----------------------------- |
| Canada (Music Canada)                                                                                | Gold       | 40.000‡                       |
| China                                                                                                | —          | 766,334                       |
| Đan Mạch (IFPI Đan Mạch)                                                                             | Gold       | 10.000‡                       |
| New Zealand (RMNZ)                                                                                   | Gold       | 7.500‡                        |
| Na Uy (IFPI)                                                                                         | Gold       | 10.000*                       |
| Anh Quốc (BPI)                                                                                       | Silver     | 60.000‡                       |
| Hoa Kỳ (RIAA)                                                                                        | Platinum   | 1.000.000‡                    |
| * Chứng nhận dựa theo doanh số tiêu thụ. ‡ Chứng nhận dựa theo doanh số tiêu thụ và phát trực tuyến. |            |                               |

## Lịch sử phát hành
| Quốc gia    | Ngày                | Định dạng                     | Hãng    | TK            |
| ----------- | ------------------- | ----------------------------- | ------- | ------------- |
| Đa quốc gia | 14 tháng 2 năm 2020 | CD digital download streaming | Def Jam | [ 24 ]        |
| Đa quốc gia | 13 tháng 3 năm 2020 | Cassette vinyl                | Def Jam | [ 72 ] [ 73 ] |